# Marek Bielecki (prawnik)
Marek Bielecki (ur. 24 kwietnia 1975 w Tomaszowie Lubelskim) – polski prawnik, kanonista, doktor habilitowany nauk prawnych w zakresie prawa, profesor nadzwyczajny Katolickiego Uniwersytetu Lubelskiego Jana Pawła II, specjalista w zakresie prawa wyznaniowego, prawa kanonicznego, historii prawa i prawa ruchu drogowego.

## Życiorys
Jest absolwentem Zespołu Szkół Techniczno-Rolniczych w Tomaszowie Lubelskim (1995). W 2000 ukończył na Wydziale Prawa, Prawa Kanonicznego i Administracji Katolickiego Uniwersytetu Lubelskiego Jana Pawła II studia w zakresie prawa kanonicznego, a w 2001 w zakresie prawa. Tam też w 2005 na podstawie rozprawy napisanej pod kierunkiem Henryka Misztala pt. Wolność religijna dziecka w prawie polskim uzyskał stopień naukowy doktora nauk prawnych w zakresie prawa, a w 2016 w oparciu o dorobek naukowy i rozprawę pt. Stan prawny nieruchomości Archieparchii Przemysko-Warszawskiej w latach 1944–2014 otrzymał stopień doktora habilitowanego nauk prawnych w dyscyplinie prawo. Został adiunktem Wydziału Zamiejscowego Nauk Prawnych i Ekonomicznych Katolickiego Uniwersytetu Lubelskiego w Tomaszowie Lubelskim a następnie profesorem nadzwyczajnym Wydziału Zamiejscowego Prawa i Nauk o Społeczeństwie KUL w Stalowej Woli oraz kierownikiem Katedry Prawa Karnego i Postępowania Karnego na tym wydziale,

## Wybrane publikacje
- Kwestie majątkowe w prawie wyznaniowym (red. nauk., 2018) ISBN 978-83-8061-503-8
- Stan prawny nieruchomości Archieparchii Przemysko-Warszawskiej w latach 1944–2014 (2015)
- Prawo ukraińskie. Wybrane zagadnienia (red. nauk. wspólnie z: Monika Bartnik, Jerzy Nikołajew, 2013)
- Bilateralizm w stosunkach państwowo-kościelnych (red. nauk., 2011)[5]